# Vår digitala planet
Vår digitala planet är en svensk dokumentärserie från 2020, med manus och regi av Magnus Sjöström, om digitaliseringens samhällspåverkan. Serien är producerad av UR och sändes ursprungligen på SVT i maj 2020. Serien nominerades till Prix Europa 2020 i kategorin Bästa TV-dokumentär. 

## Beskrivning
"Vår digitala planet" skildrar effekterna av digitaliseringen på samhälle och individ. Serien är uppbyggd av tre entimmesavsnitt som genom personmöten och expertintervjuer beskriver digitaliseringens påverkan på tre områden: demokrati, integritet och beteende.
Första delen, ”Demokratins nya spelplan”, beskriver hur Internet breddat och stärkt demokratiska processer men också använts för att sprida hat och konspirationsteorier. En av de medverkande är Steven Pruitt, som gjort fler redigeringar på engelskspråkiga wikipedia än någon annan.
Andra delen, ”Ser du Storebror?”, handlar om övervakning, kontroll och datainsamling och hur integritet och privatliv påverkas av digitaliseringen.
Tredje delen, ”Livet med skärmarna”, undersöker hur vårt beteende och sociala umgänge påverkas av digitala verktyg, och vilka möjligheter och risker för individen som är kopplade till teknikutvecklingen.
Vår digitala planet ingår i URs serie om teknikutvecklingens samhällseffekter. De övriga dokumentärerna i serien är Den mobila revolutionen (2014) och Den automatiserade framtiden (2016).